# Der Hagen und Othaler Holz nördlich Beyernaumburg
Der Hagen und Othaler Holz nördlich Beyernaumburg ist ein FFH-Gebiet in den Städten Allstedt und Sangerhausen und der Gemeinde Blankenheim im Landkreis Mansfeld-Südharz in Sachsen-Anhalt.

## Allgemeines
Das FFH-Gebiet ist circa 607 Hektar groß (beim Bundesamt für Naturschutz ist die Größe mit 584 Hektar angegeben). Ein Teil des FFH-Gebietes ist als Naturschutzgebiet „Othaler Wald“ ausgewiesen. Innerhalb des FFH-Gebietes liegen die Naturdenkmale „Erdfallsteich“ und „Waldteich“. Es ist durch die Landesverordnung zur Unterschutzstellung der Natura 2000-Gebiete im Land Sachsen-Anhalt (N2000-LVO LSA) seit dem 21. Dezember 2018 rechtlich gesichert. Zuständige untere Naturschutzbehörde ist der Landkreis Mansfeld-Südharz.

## Beschreibung
Das FFH-Gebiet liegt westlich von Halle (Saale) in etwa zwischen Sangerhausen und der Lutherstadt Eisleben in einem flachwelligen Hügelland im Übergang zum Unterharz. Es umfasst ein geschlossenes Waldgebiet mit Eichen-Hainbuchen- und Buchenwäldern, die zwischen Beyernaumburg und Emseloh auf zum Teil deutlich zu einer Bachniederung abfallenden Hängen stocken.
Die Eichen-Hainbuchenwälder sind als artenreiche Labkraut-Eichen-Hainbuchenwälder mit Traubeneiche, Gemeiner Esche, Hainbuche und Bergahorn sowie Winterlinde ausgebildet. In der Strauchschicht stocken Hasel, Rote Heckenkirsche und Vogelbeere. In der Krautschicht siedeln Hainrispengras, Verschiedenblättriger Schwingel, Waldgerste, Waldzwenke, Einblütiges Perlgras, Maiglöckchen, Große Sternmiere, Vielblütige Weißwurz, Geflecktes Lungenkraut, Buschwindröschen, Scharbockskraut, Aronstab, Waldveilchen, Waldlabkraut, Nesselblättrige Glockenblume, Goldnessel, Einbeere und Waldbingelkraut.
Die überwiegend als Waldmeister-Buchenwald und nur relativ kleinflächig als Hainsimsen-Buchenwald ausgebildeten Buchenwälder werden von der Rotbuche dominiert, zu der sich die Traubeneiche gesellt. In der Krautschicht siedeln unter anderem Waldreitgras, Eichenfarn, Frauenfarn und Echter Wurmfarn bzw. Weißliche Hainsimse, Behaarte Hainsimse, Zweiblättrige Schattenblume, Waldsauerklee und Wiesenwachtelweizen.
Das Gebiet ist Lebensraum unter anderem für Wildkatze, Haselmaus und verschiedene Fledermausarten, darunter Mopsfledermaus, Bechsteinfledermaus und Großes Mausohr. Kleingewässer bieten Lebensraum für Kammmolch, Springfrosch und Laubfrosch. Im Othaler Wald sind zahlreiche Mittelspechte heimisch.
Das FFH-Gebiet grenzt nach Nordwesten an die Bahnstrecke Halle–Hann. Münden bzw. wird teilweise von dieser gequert. Im Südwesten wird es von der Landesstraße 223 und der Kreisstraße 2310 gequert. Im Nordosten grenzt es auch an die Wohnbebauung von Blankenheim. Der Othaler Wald ist größtenteils von landwirtschaftlichen Nutzflächen umgeben. Nach Südosten schließen sich vielfach auch weitere Waldgesellschaften an das FFH-Gebiet an.